# Relaciones Bulgaria-Ecuador
Las relaciones Bulgaria-Ecuador se refiere a las relaciones diplomáticas y bilaterales que existen entre la República de Bulgaria y la República del Ecuador.

## Historia
En 1969 se establecieron relaciones consulares entre la República de Bulgaria y la República del Ecuador, y dos años más tarde (1971) relaciones diplomáticas. Hasta 1989, las embajadas de los dos países estaban dirigidas por encargados de negocios interinos, y en 1989 se acreditaron embajadores en Quito y Sofía. En 1990, por razones financieras, se cerró la Embajada de Bulgaria en Quito. En el mismo año, el país ecuatoriano cerró recíprocamente su misión diplomática en Bulgaria. Desde 2008, el embajador de Ecuador en Hungría está acreditado en Bulgaria. El embajador de Bulgaria en Brasil también está acreditado en Ecuador. Bulgaria tiene un Cónsul Honorario en Ecuador con sede en Quito, mientras que el Cónsul Honorario de Ecuador en Bulgaria tiene su sede en Sofía.

## Relaciones culturales
En el ámbito del intercambio cultural existen buenas tradiciones. En Ecuador se han celebrado semanas de cine y se han presentado exposiciones gráficas búlgaras. Se han publicado libros de autores búlgaros. El Coro Académico "Angel Manolov" participó en el Festival Internacional de Música de Guayaquil.
El país ecuatoriano organiza periódicamente exposiciones y presentaciones en Bulgaria promocionando a Ecuador como destino turístico con énfasis en los atractivos naturales y culturales del Ecuador.
En Ecuador residen permanentemente unos 30 ciudadanos búlgaros, concentrados principalmente en la capital, Quito, y en la ciudad portuaria de Guayaquil.